# Beata venusta
Beata venusta är en spindelart som beskrevs av Arthur M. Chickering 1946. Beata venusta ingår i släktet Beata och familjen hoppspindlar. Inga underarter finns listade.